# Ghiacciaio Mezzaluna
Il ghiacciaio Mezzaluna è un piccolo ghiacciaio alpino situato nella zona orientale dei colli Kukri, nella regione centro-occidentale della Dipendenza di Ross, in Antartide. Il ghiacciaio, il cui punto più alto si trova a circa 600 m s.l.m., si trova in particolare tra il ghiacciaio Howard, a ovest, e il ghiacciaio Von Guerard, più verso la costa, a est, e, come questi ultimi, fluisce verso nord, in direzione della valle di Taylor senza però arrivarci.

## Storia
Il primo ad effettuare diversi studi sul ghiacciaio Mezzaluna fu, nel dicembre 1957, il geologo statunitense Troy L. Pewe che gli diede il nome attuale a causa della forma a mezzaluna (in inglese crescent) che il ghiacciaio sembra avere se lo si guarda dal fondo della valle di Taylor.